# Унион (футбольный клуб, Москва)
Спортивное общество «Унион» или просто «Унион» — один из старейших футбольных клубов Москвы, созданный в 1909 году. Один из первых трех учредителей Московской футбольной лиги. Являлся московским отделением немецкого клуба «Унион». Первый председатель клуба — биржевой маклер П. Ф. Миндер. Покровителем организации был землевладелец С. П. Чоколов, предоставивший на выгодных условиях 3 тысячи квадратных сажен земли. Базировался на собственном стадионе в Самарском переулке (позднее носившем названия «Профинтерн» и «Буревестник»; ныне на этом месте располагается спортивный комплекс «Олимпийский»). Первоначально игроки выступали в форме зелёно-белого цвета, затем стали использоваться фиолетовые футболки с белыми манжетами и воротником.

## Названия
- 1909—1923 год — «Унион»

## Достижения
- Московская футбольная лига / Кубок КФС-Коломяги
- Вице-чемпион (1): 1914

## Дальнейшая судьба клуба
Впоследствии на базе клуба была создана команда ССТС (Союз Совторгслужащих), в 1931 году переименованная в СКиГ (Союз Кооперации и Госторговли). В дальнейшем на базе СКиГа была сформирована футбольная команда спортивного общества «Буревестник», игравшая в группе «А» чемпионата СССР 1938 года.

## Известные футболисты
- Карл-Герман Адлер
- Николай Александров
- Андрей Антропов
- Борис Антропов
- Борис Баклашёв
- Карл Бертрам
- Лев Варенцов
- Владимир Гладкий
- Игорь Гладкий
- Николай Гольдберг
- Остен Гольден
- Фёдор Гольц
- Николай Горелов
- Евстафий Емельянов
- Николай Ермаков
- Алексей Жаров
- Борис Зееберг
- Борис Зейдель
- Василий Зейдель
- Владимир Иванов
- Николай Ильин
- Николай Калмыков
- Мирослав Китрих
- Иван Кожин
- Николай Коротков
- Лев Корчебоков
- Владимир Лаш
- Фёдор Лаш
- Александр Мак-Киббин
- Борис Манин
- Александр Мартынов
- Владимир Матрин
- Дмитрий Матрин
- Станислав Мизгер
- Андрей Миндер
- Владимир Миндер
- Георгий Миндер
- Борис Николаев
- Василий Павлов
- Алексей Постнов
- Константин Пустовалов
- Герман Пуш
- Фёдор Римша
- Иван Рипп
- Владимир Савостьянов
- Александр Скорлупкин
- Леонид Смирнов
- Михаил Смирнов
- Александр Сосунов
- Евгений Стрепихеев
- Иван Таманцев
- Александр Тамман
- Карл Тамман
- Алексей Троицкий
- Дмитрий Троицкий[2]
- Николай Троицкий
- Сергей Троицкий
- Василий Фельгенгауэр
- Борис Цабель
- Михаил Чаплыгин
- Василий Шишелев
- Альфред Шульц
- Юрий Янкович